# ناحیه کوکتا، میشیگان
ناحیه کوکتا (به انگلیسی: Cohoctah Township) یک منطقهٔ مسکونی در ایالات متحده آمریکا است که در شهرستان لیوینگستون، میشیگان واقع شده‌است.
 ناحیه کوکتا ۹۹٫۴ کیلومتر مربع مساحت و ۳٬۳۱۷ نفر جمعیت دارد و ۲۷۰ متر بالاتر از سطح دریا واقع شده‌است.